# Brian Skala
Brian Skala (Boulder, Colorado, 29 de Março de 1981) é um ator estadunidense, mais conhecido por interpretar Dylan Roberts na série de televisão Just Deal, do TNBC. O ator também é conhecido por Brian T. Skala.

## Filmografia

### Televisão
- 2005 Supernatural como Rich
- 2005 Without a Trace como Ryan Barrett
- 2004 JAG como Lance Walker Evans
- 2004 The Men's Room como Michael
- 2003 Boston Public como Kyle
- 2002 Just Deal como Dylan Roberts
- 2000 Undressed como Gabe
- 1999 Party of Five como Salerno

### Cinema
- 2003 The Challenge como Marcus
- 2006 Price to Pay como Peter
- 1999 The Basket como Nathan Emery